# ACF Fiorentina 2017-2018
Questa voce raccoglie le informazioni riguardanti l'ACF Fiorentina nelle competizioni ufficiali della stagione 2017-2018.

## Stagione

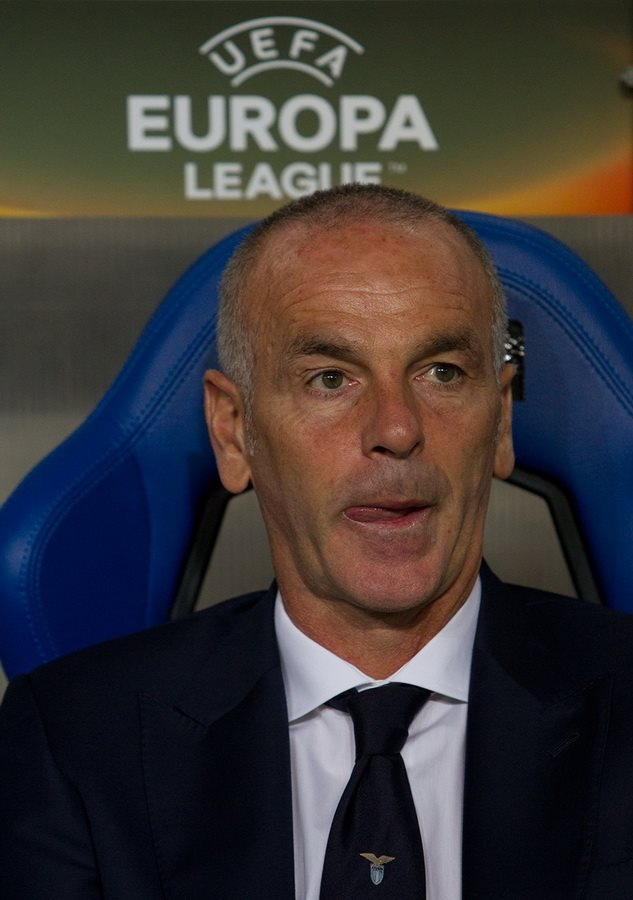
Il nuovo allenatore Pioli, qui ai tempi della Lazio.

La stagione 2017-18 vede l'arrivo a Firenze di Stefano Pioli, esonerato dall'Inter nel maggio precedente. Le trattative di mercato portano la squadra a perdere diversi pezzi pregiati: Bernardeschi viene ceduto alla Juventus, Kalinić firma per il Milan, mentre Borja Valero e Vecino si vestono proprio di nerazzurro. In entrata si registra l'ingaggio del giovane Simeone, prelevato dal Genoa. L'indebolimento dell'organico causato dal mercato si riflette nei primi risultati, con i viola che - sino alla sosta di ottobre - riportano appena 7 punti in altrettante giornate di campionato. L'intero girone di andata vede una Fiorentina dalle prestazioni altalenanti, mentre in Coppa Italia la compagine gigliata si spinge fino ai quarti di finale. Al giro di boa i toscani condividono la settima posizione con Atalanta e Udinese, risultando favoriti dagli scontri diretti. L'inizio del girone di ritorno vede invece una netta involuzione, con la Fiorentina che perde terreno nella corsa all'Europa League.
Nella mattinata del 4 marzo 2018, l'ambiente viola viene sconvolto da una tragedia: prima di scendere in campo contro i friulani, il capitano Davide Astori viene rinvenuto senza vita in albergo. In segno di lutto, la FIGC rinvia le partite domenicali: da par suo, la società ritira la maglia numero 13 vestita dal difensore. L'ultimo scorcio di campionato registra una formazione ancora in corsa per l'Europa, fin quando alla penultima giornata il crollo casalingo per mano del Cagliari e il contemporaneo pareggio tra Milan ed Atalanta complicano la situazione. Obbligata a sconfiggere i rossoneri con ampio margine, per agganciare gli orobici in classifica e superarli grazie alla differenza-reti, la Viola si arrende per 5-1 terminando all'ottavo posto; i bergamaschi, infatti, pur perdendo a loro volta contro i sardi (che pervengono in tal modo alla salvezza) mantengono la settima piazza.
Un'ultima speranza si accende nel mese di giugno, allorché l'UEFA esclude i milanesi dalla competizione ammettendo proprio i toscani.; il verdetto viene però annullato dal TAS di Losanna, ripristinando la situazione maturata sul campo.

## Divise
La prima divisa per la stagione 2017-2018 è come sempre viola con il fine bordo delle maniche a striatura bianca, viola e rossa.
La particolarità delle divise di questa stagione è che la Fiorentina e Le Coq Sportif hanno deciso di produrre quattro maglie da trasferta tutte dello stesso valore (e quindi non una seconda, una terza, una quarta e una quinta divisa), ispirate ai colori dei quattro quartieri in cui si gioca il Calcio storico fiorentino: Santo Spirito (maglia bianca), Santa Croce (maglia azzurra), Santa Maria Novella (maglia rossa) e San Giovanni (maglia verde).
| Casa | Trasferta bianca | Trasferta rossa | Trasferta verde | Trasferta azzurra |  |

## Organigramma societario
Area direttiva
- Presidente: Mario Cognigni
- Consiglio di amministrazione: Andrea Della Valle, Mario Cognigni, Sandro Mencucci, Paolo Borgomanero, Maurizio Boscarato, Carlo Montagna, Giovanni Montagna, Paolo Panerai, Gino Salica, Stefano Sincini
- Collegio sindacale - sindaci effettivi: Franco Pozzi, Massimo Foschi, Giancarlo Viccaro, Gilfredo Gaetani, Fabrizio Redaelli
- Direttore generale: Pantaleo Corvino
- Direttore esecutivo e Responsabile sviluppo progetti commerciali - Gianluca Baiesi
- Segreteria Sportiva: Fabio Bonelli
- Direttore amministrazione, finanza e controllo: Gian Marco Pachetti

Area organizzativa
- Club Manager: Giancarlo Antognoni
- Team Manager: Alberto Marangon
- Direttore area stadio e sicurezza: Edoardo Miano
- Resp. risorse umane: Grazia Forgione
- IT Manager: Andrea Ragusin

Area comunicazione
- Direttore comunicazione: Elena Turra
- Ufficio Stampa: Luca Di Francesco - Arturo Mastronardi
- Direttore responsabile www.ViolaChannel.tv: Luca Giammarini

Area tecnica
- Direttore area tecnica: Pantaleo Corvino
- Direttore sportivo: Carlos Freitas
- Allenatore: Stefano Pioli
- Viceallenatore: Giacomo Murelli
- Preparatore atletico: Matteo Osti, Francesco Perondi
- Training Load analyst: Manuel Cordeiro
- Collaboratori tecnici: Davide Lucarelli
- Analisi tattiche: Gianmarco Pioli
- Allenatore portieri: Alejandro Rosalen Lopez,
- Preparatore atletico recupero infortunati: Damir Blokar

Area sanitaria
- Direttore area medico-sanitaria: Luca Pengue
- Coordinatore e responsabile scientifico: Giorgio Galanti
- Medici sociali: Jacopo Giuliattini
- Massofisioterapisti: Stefano Dainelli, Maurizio Fagorzi
- Fisioterapista: Luca Lonero, Simone Michelassi, Daniele Misseri, Filippo Nannelli, Francesco Tonarelli

## Rosa
Rosa aggiornata al 4 aprile 2018.
| N. |                      | Ruolo | Calciatore              |
| -- | -------------------- | ----- | ----------------------- |
| 2  | Francia (bandiera)   | D     | Vincent Laurini         |
| 3  | Italia (bandiera)    | D     | Cristiano Biraghi       |
| 4  | Serbia (bandiera)    | D     | Nikola Milenković       |
| 5  | Croazia (bandiera)   | C     | Milan Badelj (capitano) |
| 6  | Colombia (bandiera)  | C     | Carlos Sánchez          |
| 7  | Norvegia (bandiera)  | A     | Rafik Zekhnini          |
| 8  | Italia (bandiera)    | C     | Riccardo Saponara       |
| 9  | Argentina (bandiera) | A     | Giovanni Simeone        |
| 10 | Francia (bandiera)   | C     | Valentin Eysseric       |
| 11 | Italia (bandiera)    | A     | Diego Falcinelli        |
| 11 | Romania (bandiera)   | C     | Ianis Hagi              |
| 13 | Italia (bandiera)    | D     | Davide Astori †         |
| 14 | Francia (bandiera)   | C     | Bryan Dabo              |
| 15 | Uruguay (bandiera)   | D     | Maximiliano Olivera     |
| 17 | Francia (bandiera)   | C     | Jordan Veretout         |
| 19 | Uruguay (bandiera)   | C     | Sebastián Cristóforo    |
| 20 | Argentina (bandiera) | D     | Germán Pezzella         |

| N. |                       | Ruolo | Calciatore           |
| -- | --------------------- | ----- | -------------------- |
| 21 | Italia (bandiera)     | A     | Riccardo Sottil      |
| 22 | Italia (bandiera)     | P     | Michele Cerofolini   |
| 24 | Italia (bandiera)     | C     | Marco Benassi        |
| 25 | Italia (bandiera)     | A     | Federico Chiesa      |
| 26 | Italia (bandiera)     | D     | Luca Ranieri         |
| 27 | Italia (bandiera)     | A     | Simone Lo Faso       |
| 28 | Portogallo (bandiera) | A     | Gil Dias             |
| 30 | Senegal (bandiera)    | A     | Khouma El Babacar    |
| 31 | Brasile (bandiera)    | D     | Vitor Hugo           |
| 32 | Italia (bandiera)     | A     | Gabriele Gori        |
| 51 | Bulgaria (bandiera)   | D     | Petko Hristov        |
| 57 | Italia (bandiera)     | P     | Marco Sportiello     |
| 73 | Italia (bandiera)     | C     | Marco Meli           |
| 76 | Italia (bandiera)     | D     | Simone Abbruzzetti   |
| 77 | Francia (bandiera)    | A     | Cyril Théréau        |
| 97 | Polonia (bandiera)    | P     | Bartłomiej Drągowski |

## Calciomercato

### Sessione estiva(dal 1/7 al 31/8)
| Acquisti         | Acquisti               | Acquisti              | Acquisti                                                 |
| R.               | Nome                   | da                    | Modalità                                                 |
| ---------------- | ---------------------- | --------------------- | -------------------------------------------------------- |
| D                | Bruno Gaspar           | Vitória Guimarães     | definitivo (4 milioni €)                                 |
| D                | Nikola Milenković      | Partizan              | definitivo (5,1 milioni €)                               |
| D                | Vitor Hugo             | Palmeiras             | definitivo (8 milioni €)                                 |
| A                | Ante Rebić             | Eintracht Francoforte | fine prestito                                            |
| C                | Matías Fernández       | Milan                 | fine prestito                                            |
| A                | Rafik Zekhnini         | Odd                   | definitivo (1,5 milioni €)                               |
| C                | Jordan Veretout        | Aston Villa           | definitivo (7 milioni €)                                 |
| C                | Marco Benassi          | Torino                | definitivo (10 milioni €)                                |
| C                | Valentin Eysseric      | Nizza                 | definitivo (4 milioni €)                                 |
| D                | Cristiano Biraghi      | Pescara               | prestito con obbligo di riscatto (2 milioni €)           |
| A                | Gil Dias               | Monaco                | prestito biennale con diritto di riscatto (20 milioni €) |
| A                | Giovanni Simeone       | Genoa                 | definitivo (15 milioni € + 3 milioni € bonus)            |
| D                | Germán Pezzella        | Real Betis            | prestito con diritto di riscatto                         |
| D                | Vincent Laurini        | Empoli                | prestito con obbligo di riscatto                         |
| A                | Cyril Théréau          | Udinese               | definitivo                                               |
| A                | Simone Lo Faso         | Palermo               | prestito con diritto di riscatto                         |
| Altre operazioni |                        |                       |                                                          |
| R.               | Nome                   | da                    | Modalità                                                 |
| C                | Amidu Salifu           | Mantova               | fine prestito                                            |
| A                | Jaime Báez             | Spezia                | fine prestito                                            |
| C                | Andrés Schetino        | Siviglia Atlético     | fine prestito                                            |
| C                | Ricardo Bagadur        | Benevento             | fine prestito                                            |
| C                | Edoardo Degl'Innocenti | Pisa                  | fine prestito                                            |

| Cessioni         | Cessioni                 | Cessioni              | Cessioni                                                                     |
| R.               | Nome                     | a                     | Modalità                                                                     |
| ---------------- | ------------------------ | --------------------- | ---------------------------------------------------------------------------- |
| A                | Giuseppe Rossi           | -                     | fine contratto                                                               |
| D                | Gonzalo Javier Rodríguez | -                     | fine contratto                                                               |
| D                | Sebastian De Maio        | Anderlecht            | fine prestito                                                                |
| C                | Cristian Tello           | Barcellona            | fine prestito                                                                |
| D                | Kevin Diks               | Feyenoord             | prestito                                                                     |
| C                | Josip Iličič             | Atalanta              | definitivo (5,5 milioni €)                                                   |
| D                | Carlos Salcedo           | Guadalajara           | fine prestito                                                                |
| C                | Borja Valero             | Inter                 | definitivo (5,5 milioni € + 1,5 milioni € bonus)                             |
| D                | Hrvoje Milić             | Olympiacos            | definitivo (1,5 milioni €)                                                   |
| C                | Federico Bernardeschi    | Juventus              | definitivo (40 milioni € + 10% su futura rivendita di max 5 milioni € bonus) |
| P                | Ciprian Tătărușanu       | Nantes                | definitivo (2,5 milioni €)                                                   |
| C                | Matías Vecino            | Inter                 | definitivo (24 milioni €)                                                    |
| A                | Nikola Kalinić           | Milan                 | prestito con obbligo di riscatto (10 milioni €)                              |
| A                | Ante Rebić               | Eintracht Francoforte | prestito con obbligo di riscatto                                             |
| D                | Nenad Tomović            | Chievo                | prestito con diritto di riscatto                                             |
| Altre operazioni |                          |                       |                                                                              |
| R.               | Nome                     | a                     | Modalità                                                                     |
| C                | Gaetano Castrovilli      | Cremonese             | prestito                                                                     |
| P                | Luca Lezzerini           | Avellino              | definitivo                                                                   |
| D                | Lorenzo Venuti           | Benevento             | prestito                                                                     |
| A                | Jan Mlakar               | Venezia               | prestito                                                                     |
| D                | Luca Zanon               | Ternana               | prestito                                                                     |
| D                | Ricardo Bagadur          | Brescia               | definitivo                                                                   |
| D                | Riccardo Baroni          | Lucchese              | prestito                                                                     |
| D                | Nicolò Gigli             | Ternana               | definitivo                                                                   |
| D                | Giuseppe Scalera         | Bari                  | fine prestito                                                                |
| C                | Amidu Salifu             | Vicenza               | prestito                                                                     |
| C                | Andrés Schetino          | Esbjerg               | prestito                                                                     |
| A                | Jaime Báez               | Pescara               | prestito                                                                     |
| C                | Jacopo Petriccione       | Bari                  | definitivo                                                                   |
| C                | Marco Berardi            | Südtirol              | prestito                                                                     |
| C                | Joshua Giovanni Perez    | Livorno               | prestito                                                                     |

### Operazione tra le due sessioni
| Cessioni | Cessioni         | Cessioni | Cessioni                |
| R.       | Nome             | a        | Modalità                |
| -------- | ---------------- | -------- | ----------------------- |
| C        | Matías Fernández | -        | rescissione consensuale |

### Sessione invernale(dal 3/1/ al 31/1)
| Acquisti | Acquisti         | Acquisti      | Acquisti      |
| R.       | Nome             | da            | Modalità      |
| -------- | ---------------- | ------------- | ------------- |
| A        | Nino Kukovec     | Maribor       | definitivo    |
| A        | Jan Mlakar       | Venezia       | fine prestito |
| C        | Bryan Dabo       | Saint-Étienne | definitivo    |
| A        | Diego Falcinelli | Sassuolo      | prestito      |

| Cessioni | Cessioni          | Cessioni          | Cessioni   |
| R.       | Nome              | a                 | Modalità   |
| -------- | ----------------- | ----------------- | ---------- |
| C        | Ianis Hagi        | Viitorul Costanza | definitivo |
| A        | Jan Mlakar        | Maribor           | definitivo |
| A        | Khouma El Babacar | Sassuolo          | prestito   |
| C        | Carlos Sánchez    | Espanyol          | prestito   |
| A        | Rafik Zekhnini    | Rosenborg         | prestito   |

## Risultati

### Serie A

#### Girone di andata
| Arbitro: | Tagliavento (Terni) |

|                                   |           |  |
| Icardi 6’ (rig.), 15’ Perišić 79’ | Marcatori |  |

| Arbitro: | Doveri (Roma) |

|            |           |                                     |
| Badelj 50’ | Marcatori | 32’ Caprari 35’ (rig.) Quagliarella |

| Arbitro: | Damato (Barletta) |

|  |           |                                                                |
|  | Marcatori | 2’ Simeone 10’ (rig.) Théréau 24’ Astori 62’ Veretout 89’ Dias |

| Arbitro: | Valeri (Roma) |

|                         |           |             |
| Chiesa 51’ Pezzella 69’ | Marcatori | 52’ Palacio |

| Arbitro: | Doveri (Roma) |

|               |           |  |
| Mandžukić 52’ | Marcatori |  |

| Arbitro: | Pairetto (Nichelino) |

|            |           |               |
| Chiesa 12’ | Marcatori | 90+4’ Freuler |

| Arbitro: | Giacomelli (Trieste) |

|                 |           |            |
| Castro 25’, 46’ | Marcatori | 6’ Simeone |

| Arbitro: | Irrati (Firenze) |

|                  |           |           |
| Théréau 28’, 57’ | Marcatori | 72’ Samir |

| Arbitro: | Gavillucci (Latina) |

|  |           |                                            |
|  | Marcatori | 18’ Benassi 47’ Babacar 66’ (rig.) Théréau |

| Arbitro: | Mariani (Aprilia) |

|                                            |           |  |
| Benassi 29’ Simeone 66’ Babacar 75’ (rig.) | Marcatori |  |

| Arbitro: | Maresca (Napoli) |

|                        |           |             |
| Budimir 17’ Trotta 18’ | Marcatori | 44’ Benassi |

| Arbitro: | Di Bello (Brindisi) |

|                         |           |                                        |
| Veretout 9’ Simeone 39’ | Marcatori | 5’, 30’ Gerson 50’ Manōlas 87’ Perotti |

| Arbitro: | Calvarese (Teramo) |

|              |           |            |
| Paloschi 42’ | Marcatori | 80’ Chiesa |

| Arbitro: | Massa (Imperia) |

|             |           |                      |
| De Vrij 25’ | Marcatori | 90+4’ (rig.) Babacar |

| Arbitro: | Banti (Livorno) |

|                                     |           |  |
| Simeone 32’ Veretout 42’ Chiesa 71’ | Marcatori |  |

| Napoli 10 dicembre 2017, ore 15:00 CET 16ª giornata | Napoli           | 0 – 0 referto | Fiorentina | Stadio San Paolo (44 417 spett.)\| Arbitro: \| Fabbri (Ravenna) \| |
| Arbitro:                                            | Fabbri (Ravenna) |               |            |                                                                    |

| Firenze 17 dicembre 2017, ore 15:00 CET 17ª giornata | Fiorentina         | 0 – 0 referto | Genoa | Stadio Artemio Franchi (21 043 spett.)\| Arbitro: \| Calvarese (Teramo) \| |
| Arbitro:                                             | Calvarese (Teramo) |               |       |                                                                            |

| Arbitro: | Di Bello (Brindisi) |

|  |           |             |
|  | Marcatori | 82’ Babacar |

| Arbitro: | Banti (Livorno) |

|             |           |                |
| Simeone 71’ | Marcatori | 74’ Çalhanoğlu |

#### Girone di ritorno
| Arbitro: | Valeri (Roma) |

|               |           |            |
| Simeone 90+1’ | Marcatori | 55’ Icardi |

| Arbitro: | Pasqua (Tivoli) |

|                            |           |             |
| Quagliarella 30’, 60’, 68’ | Marcatori | 80’ Sánchez |

| Arbitro: | Gavillucci (Latina) |

|          |           |                                       |
| Dias 53’ | Marcatori | 11’ Vuković 20’, 46’ Kean 55’ Ferrari |

| Arbitro: | Doveri (Roma) |

|            |           |                               |
| Pulgar 44’ | Marcatori | 41’ (aut.) Mirante 71’ Chiesa |

| Arbitro: | Guida (Torre Annunziata) |

|  |           |                              |
|  | Marcatori | 56’ Bernardeschi 86’ Higuaín |

| Arbitro: | Maresca (Napoli) |

|               |           |            |
| Petagna 45+2’ | Marcatori | 16’ Badelj |

| Arbitro: | Abisso (Palermo) |

|            |           |  |
| Biraghi 6’ | Marcatori |  |

| Arbitro: | Banti (Livorno) |

|  |           |                                 |
|  | Marcatori | 29’ (rig.) Veretout 71’ Simeone |

| Arbitro: | Pasqua (Tivoli) |

|          |           |  |
| Hugo 25’ | Marcatori |  |

| Arbitro: | Gavillucci (Latina) |

|             |           |                                   |
| Belotti 86’ | Marcatori | 59’ Veretout 90+4’ (rig.) Théréau |

| Arbitro: | Valeri (Roma) |

|                       |           |  |
| Simeone 3’ Chiesa 62’ | Marcatori |  |

| Arbitro: | Fabbri (Ravenna) |

|  |           |                        |
|  | Marcatori | 7’ Benassi 39’ Simeone |

| Firenze 15 aprile 2018, ore 12:30 CEST 32ª giornata | Fiorentina     | 0 – 0 referto | SPAL | Stadio Artemio Franchi (29 651 spett.)\| Arbitro: \| Orsato (Schio) \| |
| Arbitro:                                            | Orsato (Schio) |               |      |                                                                        |

| Arbitro: | Damato (Barletta) |

|                               |           |                                                  |
| Veretout 16’, 31’ (rig.), 54’ | Marcatori | 39’, 73’ Luis Alberto 45+1’ Cáceres 70’ Anderson |

| Arbitro: | Irrati (Pistoia) |

|              |           |  |
| Politano 41’ | Marcatori |  |

| Arbitro: | Mazzoleni (Bergamo) |

|                         |           |  |
| Simeone 34’, 62’, 90+3’ | Marcatori |  |

| Arbitro: | Manganiello (Pinerolo) |

|                           |           |                                   |
| G. Rossi 64’ Lapadula 68’ | Marcatori | 43’ Benassi 77’ Eysseric 80’ Dabo |

| Arbitro: | Valeri (Roma) |

|  |           |               |
|  | Marcatori | 37’ Pavoletti |

| Arbitro: | Fabbri (Ravenna) |

|                                                             |           |             |
| Çalhanoğlu 23’ Cutrone 41’, 59’ Kalinic 49’ Bonaventura 76’ | Marcatori | 20’ Simeone |

### Coppa Italia

#### Fase finale
| Arbitro: | Abisso (Palermo) |

|                                            |           |                                |
| Babacar 2’ Veretout 59’ (rig.), 90’ (rig.) | Marcatori | 39’ Barreto 77’ (rig.) Ramírez |

| Arbitro: | Damato (Barletta) |

|          |           |  |
| Lulić 6’ | Marcatori |  |

## Statistiche

### Statistiche di squadra
Statistiche aggiornate al 20 maggio 2018.
| Competizione | Punti | In casa | In casa | In casa | In casa | In casa | In casa | In trasferta | In trasferta | In trasferta | In trasferta | In trasferta | In trasferta | Totale | Totale | Totale | Totale | Totale | Totale | D.R. |
| Competizione | Punti | G       | V       | N       | P       | GF      | GS      | G            | V            | N            | P            | GF           | GS           | G      | V      | N      | P      | GF     | GS     | D.R. |
| ------------ | ----- | ------- | ------- | ------- | ------- | ------- | ------- | ------------ | ------------ | ------------ | ------------ | ------------ | ------------ | ------ | ------ | ------ | ------ | ------ | ------ | ---- |
| Serie A      | 57    | 19      | 8       | 5       | 6       | 27      | 22      | 19           | 8            | 4            | 7            | 27           | 24           | 38     | 16     | 9      | 13     | 54     | 46     | 8    |
| Coppa Italia | -     | 1       | 1       | 0       | 0       | 3       | 2       | 1            | 0            | 0            | 1            | 0            | 1            | 2      | 1      | 0      | 1      | 3      | 3      | 0    |
| Totale       | 57    | 20      | 9       | 5       | 6       | 30      | 24      | 20           | 8            | 4            | 8            | 27           | 25           | 40     | 17     | 9      | 14     | 57     | 49     | 8    |

### Andamento in campionato
| Giornata  | 1  | 2  | 3  | 4 | 5  | 6  | 7  | 8  | 9 | 10 | 11 | 12 | 13 | 14 | 15 | 16 | 17 | 18 | 19 | 20 | 21 | 22 | 23 | 24 | 25 | 26 | 27 | 28 | 29 | 30 | 31 | 32 | 33 | 34 | 35 | 36 | 37 | 38 |
| --------- | -- | -- | -- | - | -- | -- | -- | -- | - | -- | -- | -- | -- | -- | -- | -- | -- | -- | -- | -- | -- | -- | -- | -- | -- | -- | -- | -- | -- | -- | -- | -- | -- | -- | -- | -- | -- | -- |
| Luogo     | T  | C  | T  | C | T  | C  | T  | C  | T | C  | T  | C  | T  | T  | C  | T  | C  | T  | C  | C  | T  | C  | T  | C  | T  | C  | T  | C  | T  | C  | T  | C  | C  | T  | C  | T  | C  | T  |
| Risultato | P  | P  | V  | V | P  | N  | P  | V  | V | V  | P  | P  | N  | N  | V  | N  | N  | V  | N  | N  | P  | P  | V  | P  | N  | V  | V  | V  | V  | V  | V  | N  | P  | P  | V  | V  | P  | P  |
| Posizione | 16 | 16 | 10 | 8 | 10 | 12 | 12 | 11 | 9 | 7  | 7  | 9  | 9  | 12 | 7  | 10 | 9  | 8  | 7  | 8  | 11 | 11 | 11 | 11 | 11 | 10 | 8  | 8  | 8  | 8  | 7  | 7  | 9  | 9  | 9  | 8  | 8  | 8  |

Legenda:

Luogo: C = Casa; T = Trasferta. Risultato: V = Vittoria; N = Pareggio; P = Sconfitta.

### Statistiche dei giocatori
Sono in corsivo i calciatori che hanno lasciato la società a stagione in corso.
| Giocatore     | Serie A  | Serie A | Serie A     | Serie A    | Coppa Italia | Coppa Italia | Coppa Italia | Coppa Italia | Totale   | Totale | Totale      | Totale     |
| Giocatore     | Presenze | Reti    | Ammonizioni | Espulsioni | Presenze     | Reti         | Ammonizioni  | Espulsioni   | Presenze | Reti   | Ammonizioni | Espulsioni |
| ------------- | -------- | ------- | ----------- | ---------- | ------------ | ------------ | ------------ | ------------ | -------- | ------ | ----------- | ---------- |
| D. Astori †   | 25       | 1       | 5           | 0          | 2            | 0            | 0            | 0            | 27       | 1      | 5           | 0          |
| K. Babacar    | 16       | 4       | 1           | 0          | 2            | 1            | 0            | 0            | 18       | 5      | 1           | 0          |
| M. Badelj     | 26       | 2       | 9           | 1          | 0            | 0            | 0            | 0            | 26       | 2      | 9           | 1          |
| M. Benassi    | 35       | 5       | 6           | 0          | 2            | 0            | 0            | 0            | 37       | 5      | 6           | 0          |
| C. Biraghi    | 34       | 1       | 7           | 0          | 1            | 0            | 0            | 0            | 35       | 1      | 7           | 0          |
| M. Cerofolini | 0        | 0       | 0           | 0          | 0            | 0            | 0            | 0            | 0        | 0      | 0           | 0          |
| F. Chiesa     | 36       | 6       | 5           | 0          | 2            | 0            | 0            | 0            | 38       | 6      | 5           | 0          |
| S. Cristóforo | 7        | 0       | 1           | 0          | 0            | 0            | 0            | 0            | 7        | 0      | 1           | 0          |
| B. Dabo       | 10       | 1       | 2           | 1          | 0            | 0            | 0            | 0            | 10       | 1      | 2           | 1          |
| G. Dias       | 27       | 2       | 1           | 0          | 1            | 0            | 0            | 0            | 28       | 2      | 1           | 0          |
| B. Drągowski  | 3        | -8      | 0           | 0          | 2            | -3           | 0            | 0            | 5        | -11    | 0           | 0          |
| V. Eysseric   | 21       | 1       | 2           | 0          | 2            | 0            | 0            | 0            | 23       | 1      | 2           | 0          |
| D. Falcinelli | 11       | 0       | 0           | 0          | 0            | 0            | 0            | 0            | 11       | 0      | 0           | 0          |
| B. Gaspar     | 15       | 0       | 3           | 0          | 2            | 0            | 1            | 0            | 17       | 0      | 4           | 0          |
| I. Hagi       | 0        | 0       | 0           | 0          | 0            | 0            | 0            | 0            | 0        | 0      | 0           | 0          |
| V. Hugo       | 19       | 1       | 4           | 0          | 2            | 0            | 0            | 0            | 21       | 1      | 4           | 0          |
| V. Laurini    | 22       | 0       | 5           | 0          | 0            | 0            | 0            | 0            | 22       | 0      | 5           | 0          |
| S. Lo Faso    | 2        | 0       | 0           | 0          | 0            | 0            | 0            | 0            | 2        | 0      | 0           | 0          |
| N. Milenković | 16       | 0       | 1           | 1          | 1            | 0            | 0            | 0            | 17       | 0      | 1           | 1          |
| M. Olivera    | 7        | 0       | 1           | 0          | 0            | 0            | 0            | 0            | 7        | 0      | 1           | 0          |
| G. Pezzella   | 34       | 1       | 10          | 0          | 1            | 0            | 0            | 0            | 35       | 1      | 10          | 0          |
| C. Sánchez    | 9        | 1       | 2           | 0          | 2            | 0            | 0            | 0            | 11       | 1      | 2           | 0          |
| R. Saponara   | 18       | 0       | 3           | 0          | 2            | 0            | 0            | 0            | 20       | 0      | 3           | 0          |
| G. Simeone    | 38       | 14      | 3           | 0          | 2            | 0            | 0            | 0            | 40       | 14     | 3           | 0          |
| M. Sportiello | 37       | -38     | 0           | 1          | 0            | 0            | 0            | 0            | 37       | -38    | 0           | 1          |
| N. Tomović    | 2        | 0       | 1           | 0          | 0            | 0            | 0            | 0            | 2        | 0      | 1           | 0          |
| C. Théréau    | 20       | 5       | 2           | 0          | 0            | 0            | 0            | 0            | 20       | 5      | 2           | 0          |
| J. Veretout   | 35       | 8       | 10          | 1          | 2            | 2            | 0            | 0            | 37       | 10     | 10          | 1          |
| R. Zekhnini   | 1        | 0       | 0           | 0          | 0            | 0            | 0            | 0            | 1        | 0      | 0           | 0          |

## Giovanili

### Organigramma societario
Area direttiva
- Direttore settore giovanile:
- Amministratore unico e Responsabile sviluppo ed efficientamento settore giovanile: Vincenzo Vergine
- Segreteria sportiva: Luigi Curradi
- Team Manager primavera: Rocco De Vincenti
- Area logistico organizzativa: Vincenzo Vergine (ad interim)
- Responsabile sicurezza prevenzione e protezione: Ettore Lambertucci
- Area gestionale e amministrativa: Elena Tortelli
- Area servizi generali: Maria Malearov, Cristina Mugnai
- Trasporti, vitto e alloggi: Roberto Trapassi
- Magazzino: Riccardo Degl'Innocenti, Sonia Meucci
- Autisti: Giorgio Russo, Kamal Wesumperuma

Area tecnica e sanitaria
- Area reclutamento: Maurizio Niccolini, Stefano Cappelletti
- Area fisica: Vincenzo Vergine
- Area medico-sanitaria: Giovanni Serni
- Area tutoraggio e formazione: Roberto Trapassi, Camilla Linari, Laura Paoletti, Francesca Soldi
- Allenatore Primavera: Emiliano Bigica
- Allenatore Allievi Nazionali: Agostino Iacobelli
- Allenatore Allievi Lega Pro: Cristiano Masitto
- Allenatore Giovanissimi: Alessandro Grandoni

### Piazzamenti
- Primavera:
  - Campionato: 2º posto
  - Coppa Italia: Ottavi di finale
  - Torneo di Viareggio: Finalista
- Under-17: 
  - Campionato: 6º posto (girone A)
- Under-16:  
  - Campionato: 7º posto (girone A)
- Under-15:  
  - Campionato: 6º posto (girone A)